# Candidstraße
Die Candidstraße ist eine Innerortsstraße in München und ein Teilstück des Mittleren Rings.

## Lage
Die Candidstraße liegt im Münchner Stadtteil Untergiesing im Stadtbezirk 18, Untergiesing-Harlaching. Sie verbindet die Brudermühlstraße mit der Tegernseer Landstraße.

## Verlauf

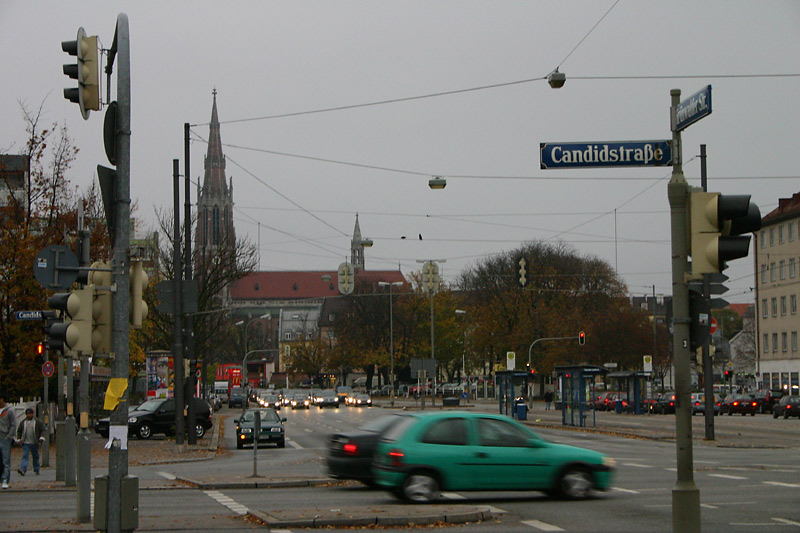
Einmündung der Candidstraße in die Tegernseer Landstraße-Grünwalder Straße

Die Candidstraße schließt siebenspurig an die Brudermühlbrücke an. Von den vier in Ostrichtung verlaufenden Spuren werden die äußeren zwei zu Abbiegespuren zum Candidplatz, in der Gegenrichtung kommt eine Zufahrtspur vom Candidplatz. Somit verbleiben für den durchlaufenden Teil des Mittleren Rings vier Fahrspuren.
Am Candidplatz hat die Candidstraße Anschluss an die in Nord-Süd-Richtung etwa parallel zur Isar verlaufende Achse Pilgersheimer Straße – Schönstraße. Östlich vom Candidplatz muss die Candidstraße den Isarhang (Candidberg) überwinden. Dazu ist die Straße zweigeteilt.
Ebenerdig verläuft eine sechsspurige Straße in einer Serpentine den Hang entlang nach oben und dient dort zum Anschluss an die oben an der Hangkante entlang nach Norden verlaufende Tegernseer Landstraße und die nach Süden verlaufende Grünwalder Straße. Dieser Ast läuft am Stadion an der Grünwalder Straße vorbei.
Der vierspurige Teil, auf dem der Mittlere Ring verläuft, überquert kreuzungsfrei als Hochstraße (Candidhochstraße oder Candidbrücke genannt) geradlinig den Candidplatz und den Auer Mühlbach und tritt dann unterhalb der Serpentine des ersten Asts in den Isarhang ein. Von dort läuft die Straße vierspurig im Candidtunnel zu dem nach Osten verlaufenden Teil der Tegernseer Landstraße, der hier in einem Graben geführt ist. Die Hochstraße hat beidseitig gelb-grün lackierte Schallschutzwände. An der südlichen Wand ist eine Photovoltaikanlage angebracht.
In der Schleife zwischen der ebenerdigen Straße und der Hochstraße lag die 1973 abgerissene Bäcker-Kunstmühle, auf deren Gelände heute das Kraftwerk Bäckermühle und ein Ärzte- und Bürozentrum stehen.

## Geschichte
Der Bau der Candidstraße mit der Auffahrt zur Tegernseer Landstraße und Grünwalder Straße erfolgte 1955 bis 1957. Der Bau von Candidbrücke und Candidtunnel zur kreuzungsfreien Querung von Candidplatz und Grünwalder Straße folgte in den Jahren 1967 bis 1969.

## Namensgebung
Benannt sind die Candidstraße, der Candidtunnel und der Candidplatz nach Peter Candid, einem flämischen Maler und Grafiker, der von 1586 bis 1628 in München lebte und wirkte.